# Суппилулиума I
Суппилулиума I — царь Хеттского царства, правил в XIV веке до н. э. Сын Тудхалии III. Дипломат, полководец и политик. Используя благоприятную международную ситуацию, сложившуюся в Передней Азии, нарастил военную мощь и увеличил территорию Хеттского царства.
При Суппилулиуме Хеттское царство превратилось в могучую державу, простиравшуюся от бассейна Чороха и Аракса на севере до Палестины на юге и от берегов Галиса на западе до границ Ассирии и Вавилонии на востоке.
«Анналы Суппилулиумы», написанные уже после смерти этого царя при его сыне Мурсили II, являются основным источником для анализа истории хеттов в этот период. Важное значение имеет также дипломатическая переписка из Эль-Амарны, которая свидетельствует о существовавшем в эту эпоху дипломатическом протоколе и уровне международных отношений.

## Датировка правления
Существует несколько версий датировки правления Супипуллиумы I. В современной российской историографии часто встречается датировка около 1380—1335 годов до н. э., однако существуют и другие датировки, например, около 1380—1346 годов до н. э. или около 1344—1322 годов до н. э.
Сопоставление разных хеттских источников позволяет сделать вывод, что Супипуллиума I умер через 4—6 лет после смерти фараона Тутанхамона, поэтому, если исходить из «долгой» египетской хронологии Нового царства, то смерть Супипуллиумы I приходится на 1340-е годы до н. э., если исходить из «средней» хронологии, то его смерть приходится на 1330-е годы до н. э., если из же исходить из «короткой» хронологии, получится, что Супипуллиума I умер около 1320 года до н. э. (разница между датами «долгой» и «короткой» моделей хронологии составляет 25 лет).
Известно, что Супипуллиума I являлся современником царей Митанни: Арташшумары, Тушратты и Шаттивазы, последний был его зятем.

## Происхождение и семья

Оттиск печати тавананны Маль-Никаль

Суппилулиума был женат трижды. Последней его женой была дочь вавилонского царя Бурна-Буриаша II. Имея в виду её царское происхождение, хотя и не из хеттского царского дома, она получила после смерти предыдущей царицы титул тавананны, под которым она чаще всего и фигурирует в последующих хеттских письменных памятниках. Её личное (по обыкновению династии — хурритское) имя в Хеттском царстве было Маль-Никаль (первоначальное её имя неизвестно). Хотя она и не была матерью взрослых, активно участвовавших к тому времени в политике сыновей Суппилулиумы, но она пользовалась значительным влиянием при Суппилулиуме и немалым почётом в первое время после его смерти.
Ко времени Суппилулиумы относится первое упоминание о государстве Аххиява (или иногда оно называлось Аххией). Местонахождение этого государства до сих пор остаётся спорным. Возможно, оно находилось на острове Родос или на острове Крит, а может быть на материковой Греции. Суппилулиума послал туда кого-то в изгнание (возможно, одну из своих жён).

## Первая митаннийская война

### Обстановка в Митанни накануне войны
Важнейшим событием правления Суппилулиумы была война хеттов с Митанни. Видимо, мятеж и убийство митаннийского царя Арташшумары были результатом переговоров между Суппилулиумой и претендентом на престол Митанни Артадамой II. Однако к власти в Митанни пришёл брат убитого царя, юный Тушратта. И хотя в окружении Тушратты было немало сторонников сближения с Хеттским царством (в частности, вельможа Тухи), однако мир так и не был заключён. В дальнейшем Тухи был казнён и Тушратта возобновил союз с Египтом. Суппилулиума понял, что сил для борьбы с Митанни у него пока маловато.

### Подчинение восставших хеттских городов, Ишувы и Хайасы
Летописи Суппилулиумы, составленные при его внуке Хаттусили III, рассказывают, что Суппилулиума первые 20 лет своего правления занимался восстановлением и укреплением своей страны. Так ему удалось подчинить восставшие ещё против его отца города-государства Курталисса, Араванна, Зазса (Заззиса), Каласма, Тимна (Тиммина), Халива, Карна, Турмитта, Алха, Хурма, Харана, Тегарама, Тебурзия, Хазга, Армадана. Развитие дальнейших событий началось со столкновения хеттов с Ишувой. Поводом для этого послужило то обстоятельство, что в Ишуву бежали насильственно переселенные на хеттскую территорию пленные жители захваченных областей. Преследуя их, хетты переправились через Верхний Евфрат, и беженцам пришлось продолжить свой путь в соседнюю с Ишувой Хайасу, что, в свою очередь, вызвало войну хеттов с Хайасой.
Последняя была подчинена, и с её правителем Хукканой Суппилулиума заключил мирный договор. Согласно этому договору, Хуккана принёс присягу верности Суппилулиуме, обязался оказывать ему военную помощь и соблюдать сделавшиеся ему известными хеттские государственные тайны, а кроме того, выдать и впредь выдавать лиц, бежавших из Хеттского царства в Хайасу. Суппилулиума отдал за Хуккану свою сестру, но при этом сделал любопытную оговорку, запрещавшую царю Хайасы претендовать на других женщин хеттского царского дома, что показывает наличие в Хайасе пережитков весьма древних брачных отношений — права на сожительство с сестрами и кузинами жены. Подчинение Хайасы имело для Хеттского царства большое политическое и экономическое значение. Во-первых, это давало возможность зайти митаннийцам в тыл, во-вторых, закрепившись на южных склонах Восточно-Понтийских гор, хетты получили доступ в горные районы, богатые металлом, в том числе железом.

### Тушратта отвоёвывает Ишуву
Царь Митанни Тушратта, который считал Ишуву своей вотчиной, после ухода Суппилулиумы в Хаттусу, двинул войска на север и вторгся в Ишуву. В результате этого похода Тушратта захватил большую военную добычу и, очевидно, освободил всю территорию Ишувы. Тушратта даже послал в качестве подарка своему союзнику египетскому фараону Аменхотепу III колесницу, пару лошадей и двух рабов из числа добычи, доставшейся ему от хеттов.

### Договор с Киццуватной
После похода Тушратты на Ишуву Суппилулиума попытался обеспечить себя новыми союзниками и начал переговоры с Сунассурой II, царём Киццуватны, которая находилась в сфере влияния митаннийского царя. Для начала хеттский царь потребовал от Киццувадны небольшого воинского контингента в помощь на случай своих походов — 100 колесниц и 1 тысячу пехотинцев. Жители Киццувадны обязались выдавать беженцев из Хеттского царства. Этим же договором была определена граница между Хеттским царством и Киццуватной, которая проходила по реке Самри, оставляя в руках хеттов города Ламия, Аруна, Салия, Анамуста, Серика, а города Питура, Цинцилува, Эримма, Цабарасна, Лувана остались у Сунассуры II. После заключения договора с Сунассурой II хеттский царь назначил своего сына Телепину жрецом в Киццуватне.

### Освобождение Сирии от египетской власти
Непосредственно после заключения договора с Сунассурой II, и, должно быть, с его помощью Суппилулиуме удалось завоевать ряд сирийских стран, и в том числе Нухашше, где хеттский царь вместо Аги-Тешшуба поставил своего ставленника Шаррупши. Видимо, под влиянием этого похода хеттов в Сирии началась борьба за освобождение от египетской власти. Огромную роль в этом процессе сыграл Абди-Аширта, царь нового государства, Амурру, расположенного к югу от Угарита, между Средиземным морем и Оронтом. Первейшей опорой Абди-Аширты были так называемые хапиру — изгои, удалившиеся в степь и образовавшие отряды вольницы. Первоначально Абди-Аширта из осторожности прикидывался верным к фараону, но одновременно через своих агентов систематически призывал население присоединяться к хапиру и убивать своих градоначальников, верных фараону. Совместно с хапиру Абди-Аширте удалось захватить ряд городов в Сирии и Палестине и значительно расширить свои владения. В этот ответственный для Египта момент умирает фараон Аменхотеп III. С новым фараоном Аменхотепом IV (Эхнатоном) Суппилулиума попытался наладить дружественные отношения; так, Суппилулиума в своём письме фараону напомнил о дружественных взаимоотношениях, которые существовали между ним и Аменхотепом III, одновременно предлагая возобновить дружбу. Видимо, какие-то дипломатические отношения хеттов с Египтом были все-таки налажены, и Суппилулиума даже получил разрешение на поселение групп малоазийских купцов в египетской части Сирии и Палестины, но, судя по дальнейшей исторической обстановке, дружба между Хеттским царством и Египтом продолжалась недолго.

### Вторжение царя Митанни в Сирию
Между тем ситуация резко изменилась. Документы говорят о вторжении царя страны Тана в Цумуру. Страна Тана — это, без сомнения, Митанни. Сохранился также документ, где говорится о подготовке Митанни к нападению на Сирию и о смерти Абди-Аширты. В другом письме некого Катиху-Тешшуба, одного из сирийских или финикийских правителей, говорится, что царь Митанни вступил с колесницами и войсками в Сирию, но из-за недостатка воды был вынужден отступить. В договоре Тетте, царя Нухашше, и Суппилулиумы говорится, что более ранний царь Нухашше Шаррупши, назначенный хеттским царём, при вторжении Митанни просит Суппилулиуму о помощи. Известен союзный договор Суппилулиумы с царём Угарита Никмаддой II. В тексте данного договора говорится о поднятом восстании против хеттов Итур-Адду, царём Мукиша (Алалаха), Адду-Нерари царём Нухашше и Аги-Тешшубом, царём Ния. Во время восстания были захвачены города Угарита. По-видимому, Угариту угрожала немалая опасность, так как угаритский царь поспешил заключить договор со своим южным соседом, царем Амурру ‘Азиру, сыном Абши-Аширты, который за 9 тысяч сиклей (42 кг) серебра обязался поддерживать Угарит войсками против врагов.

### Египет вмешивается в борьбу за Сирию
Тушратта отвоевал Нухашше, Мукиш, Ний, Халеб и другие районы. Несмотря на то, что Тушратта напал на Амурру и подчинил даже город Цумур, после его похода, однако, указанная территория оказалась под властью Египта. Это позволяет предположить, что Аменхотеп IV, в свою очередь, совершил поход в Сирию, и отвоевал эти ранее подвластные Египту территории, а митаннийский царь вернулся в свою страну, чтобы не портить отношения с Египтом. Хетты потеряли все свои сирийские владения.

## Вторая митаннийская война

Хеттское царство на пике своего могущества, при Суппилулиуме

### Покорение Ишувы во второй раз и поход на столицу Митанни
Вторая снова началась с нападения Сиппилулиумы на Ишуву. Затем хетты вступили в союз с царём Алше, по имени Антаратли. Ему была отдана взятая хеттами ишувская крепость Кутмар (совр. Кунмар), в 18 км от Палу (совр. г. Хайни). После договора с Антаратли Суппилулиума продолжил поход, захватил округ Суда и разграбил его, а затем двинулся на юг в сторону Вашшуканни. В хеттских документах говорится, что Тушратта бежал, однако о том, что Вашшуканни был взят, не говорится. Скорее всего, сообщение о бегстве Тушратты сильно преувеличено. Как видно, под Вашшуканни Суппилулиума встретил сопротивление и вынужден был отступить в Северную Сирию.

### Вторжение хеттов в Сирию
Переправившись через Евфрат, хетты напали на Халеб и Мукиш. После захвата этих стран к Суппилулиуме в Мукиш прибыл Такува, царь Ния (город в долине Оронта, ниже Катны). По-видимому, Такува ранее был вассалом Суппилулиумы, но когда Тушратта вторгся в Сирию перед II митаннийской войной, то он на место Такувы назначил его брата Аги-Тешшуба. Однако Аги-Тешшуб соединился с 6 князьями и вступил в соглашение с Агией, царем Арахты (или Арахата, находился между Ниём и Катной) и выступил против хеттского царя. Наряду с тем, как явствует из сохранившихся с тех времен документов, к борьбе с хеттами подготовились все цари мелких государств восточного Присредиземноморья. Из Мукиша хеттские войска двинулись на юг они захватили Ний, Арахату, Катну и Нухашше. Агия и Аги-Тешшуб попали в плен. Царь Катны Акиззи и царь Нухашше Адду-нерари бежали в южные районы Сирии и оттуда начали писать фараону Аменхотепу IV (Эхнатону), умоляя о помощи.
В Нухашше на место погибшего Шаррупши в городе Укалзати (столица Нухашше) царём Суппилулиума назначил его слугу Такиб-Шарри. Об этом же набеге Суппилулиумы в своих письмах к Эхнатону сообщает и ‘Азиру. Он пишет о прибытии хеттского царя в Нухашше и одновременно просит военной помощи, с тем, чтобы оградить свою страну от возможного нападения царя Хатти. ‘Азиру, по-видимому, не получив помощи, назначил сына правителем Амурру, а сам с Хабитом (видимо, египетский представитель в Амурру) отправился в Египет.

### Междоусобицы в Сирии
В это время Суппилулиума напал на Тунип, Кинзу (более известна, под египетским названием Кадеш), Абену (или Убе). Захватив эти города, он взял в плен Шуттатарру, царя Кинзы, и его сына Айтагаму, а затем Аривани, царя Абены. Айтагама затем был посажен на престол в Кинзе, после чего этот сирийский царёк стал придерживаться антиегипетской ориентации. Что касается Азиру, то он долгое время прожил в Египте, поэтому его сын написал письмо египетскому фараону с просьбой направить отца в Амурру, поскольку из-за его отсутствия в стране возникло восстание против египетской власти. Азиру возвратился из Египта, но сразу же вступил в союз с Суппилулиумой и примкнул к хапиру. Царь Гублу (Библа) Риб-Адди сообщает Аменхотепу IV, что Азиру со своим братом Пубахли занял Вахлию, Амби, Шигату, Батруну, двинул свои отряды против резиденции египетского наместника в Амурру в городе Цумур, осадил его в союзе с флотом города Арвада и быстро довёл до отчаянного положения. Попытка Риб-Адди освободить Цумуру окончилась неудачей, и он шлёт письмо за письмом к фараону с просьбами о помощи. Аменхотеп IV в конце концов поручил нескольким египетским уполномоченным ознакомиться с положением Цумуру, но им ничего не удалось сделать, и город пал. Азиру убил местного египетского наместника, и разрушив город, получил полную возможность двинуться на Библ. Риб-Адди, приведенный в ужас случившимся, пишет фараону, сообщая, в частности, что египетский резидент в Кумеди, в северной Палестине, находится в опасности. Но Азиру, который имел влиятельных друзей при дворе Аменхотепа IV (в частности, сановник Дуду или Туту), сумел оправдаться перед фараоном. Последнего успокаивают обещания Азиру платить ему такую же дань, которую вносили захваченные им города, и он не принимает мер.
Планы мятежных царьков были столь искусно замаскированы, что египетские резиденты, по-видимому, не знали, кто верные вассалы, а кто — скрытые мятежники. Так, Бихуру, египетский наместник в Галилее, не понимая отношения Библа, посылает туда своих наёмников — бедуинов, которые избивают всех его защитников. Риб-Адди, положение которого усложнилось ещё и восстанием горожан, вызванным своевольным поступком египетского резидента, поехал в Берут искать поддержку у местного правителя Аммуниры. Однако вернувшись в Библ, нашёл там ворота запертыми. Во время его отсутствия власть в городе захватил его брат Илирабих, который выдал его детей Азиру. Правитель Берута Аммунира в письме обещал Аменхотепу IV, что он будет защищать Берут, а также находящегося у него правителя Библа.

### Суппилулиума заключает договоры с сирийскими правителями
Угарит полностью попал под власть хеттов, и его царь Никмадда заключил с Суппилулиумой союзный договор. Азиру порвал всякие отношения с Египтом и уже открыто перешёл на сторону хеттского царя. Союзные договоры также были заключены с царём Кинзы (Кадеша) Айтакамой, царём Тунипа Лабу и некоторыми другими царями. К врагам Египта присоединился и сидонский царь Зимрида. Последний в союзе с Азиру напал на Тир, но правителю Тира Абимилки, благодаря военной помощи Египта, удалось защитить свой город. Риб-Адди все же удалось захватить Библ и он ещё некоторое время удерживал его, но город, в конце концов, пал, и Риб-Адди, видимо, был убит. При поддержке царя Амурру Азиру и царя Кинзы Айтакамы, Суппилулиума овладел долиной Амка (к югу от Кинзы, долина Бекаа, а не северная Амка — Амук), вплоть до Абина (библейский Хобах). Три верных фараону правителя из соседних областей выступили против них, чтобы вернуть фараону утраченные земли, но были встречены Айтакамой во главе хеттского войска и отброшены назад. Все трое немедленно написали фараону о смуте и жаловались на Айтакаму. Но Аменхотеп, занятый своей утопической религиозной реформой, не принял никаких мер. Суппилулиума, видимо, не намерен был двигаться дальше и воевать с Египтом, и он возвратился в Хаттусу.

### Борьба за Сирию между Египтом, Митанни и хеттами
По инициативе Тушратты на территории Сирии вновь началась борьба за освобождение от хеттской власти. Борьбу начали Каркемиш, Мурмурига (южнее Каркемиша), Арция и, очевидно, и другие города. Против врагов выступил Телепину, сын Суппилулиумы, жрец в Кумманни. Он смог отвоевать Арцию, город Мурмуригу и окрестности Каркемиша. Однако сам Каркемиш взять не удалось. Оставив свои войска под командованием военачальника Лапакки в городе Мурмуриге, Телепину отправился в Хаттусу для встречи с Суппилулиумой. После его ухода завоеванные хеттами сирийские области стали объектом нападения со стороны Митанни и Египта. Войска Тушратты в союзе с Такухли правителем племени амумикуни (место обитания племени не известно), вторглись в Северную Сирию и осадили город Мурмурига, а египетская армия  в то же время вступила в Сирию с юга и захватила город Кинзу (Кадеш).

## Третья митаннийская война

### Поход на Каркемиш
Суппилулиума мобилизовал армию и снова выступил против Митанни, на этот раз он совершил поход через правобережье верхнеевфратской долины. Так началась III Митаннийская война. В стране Тегарама в городе Талпа Суппилулиума провёл смотр армии и отсюда направил своего сына Арнуванду и военачальника Циту против Тушратты. По-видимому, хеттские войска не смогли добиться решительного успеха. Поэтому Суппилулиума вынужден был сам отправиться в поход. Он достиг границ Каркемиша, где укрепились митаннийские войска. После того как Суппилулиума осадил Каркемиш, он отправил часть своего войска во главе с Лупаккой и Тархунтацалма против египетских войск в Амку. В письме сирийских правителей Бл’алу и Баттилу египетскому фараону сообщается, что хеттские войска взяли города страны Амку и несколько городов правителя Аддуми. Как раз в это время умер фараон.

### Взятие Каркемиша
Вдова фараона, фигурирующая в текстах под именем Дахамунцу (предположительно, Анхесенамон, вдова Тутанхамона), через послов обратилась к хеттскому царю с просьбой прислать ей одного из своих сыновей в мужья, так как детей она не имела и после смерти фараона наследников египетского престола не осталось. Суппилулима, опасаясь какого-нибудь подвоха, в свою очередь направил посольство во главе с Хаттусацити в Египет чтобы узнать подлинность намерений царицы, а сам в это время приступил к штурму Каркемиша. В ходе восьмидневного штурма хетты захватили эту мощную крепость. Суппилулиума «из страха перед богами» оставил нетронутой цитадель Каркемиша с её дворцами, храмами и их людьми, но сам город подвергся жестокому разграблению. Одних только пленных воинов, доставшихся царскому хозяйству, было 3330 человек. Захваченным же простым людям, по словам хеттского летописца, не было счёта. С падением Каркемиша вся Сирия от Евфрата до Средиземного моря прочно вошла в сферу влияния Хеттского царства. Царём Каркемиша Суппилулиума поставил своего сына Пияссили (Шарри-Кушух). Другой сын Телепину был посажен на престол Халеба. По-видимому, тогда же царём Нухашше был назначен Тетте, и с ним был заключён союзный договор.

## Четвёртая митаннийская война

### Неразбериха в Митанни
Подчинив Сирию, Суппилулиума возвратился в свою столицу Хаттусу. Ровно через год, следующей весной, туда вернулись его посланцы из Египта, с ними прибыл и египетский посол Хани. Он подтвердил желание египетской царицы иметь своим мужем сына Суппилулиумы. Тогда Суппилулиума послал в Египет своего сына Заннанзу. В это время в Митанни произошёл государственный переворот, в результате которого погиб Тушратта. Заговором руководил его сын, имя которого осталось неизвестным. В результате возникшей после смерти Тушратты неразберихи в Митанни к власти пришёл Артадама II. Последний, желая заручиться поддержкой в войне против хеттов, заключил союз с ассирийским царём Ашшур-убаллитом I и государством Алше, в результате чего вся южная часть Митанни была оккупирована ассирийцами, а северная перешла к Алше. Артадама назначил своего сына Шуттарну наследником и военачальником митаннийской армии.

### Суппилулиума поддерживает Шативасу
Вскоре к Суппилулиуме прибыл сын Тушратты Шаттиваза с просьбой чтобы Суппилулиума утвердил его наследником Артадамы II. Хотя Шативаза добрался до хеттского царя всего с тремя колесницами, двумя приближенными и двумя телохранителями, не имея даже сменной одежды, тот обрадовался ему, одарил его по-царски и отдал ему в жены свою дочь, потребовав для неё прав «женщины царя», то есть главной жены царя в Митанни. Кроме того, он обещал ему в свою помощь в борьбе с Шуттарной III и поклялся поддерживать Шаттивасу, даже если победит Шуттарна. Очевидно, такое расположение к сыну своего бывшего врага объясняется тем, что в таком повороте дел Суппилулиума увидел возможность увеличить междоусобицу и хаос в Митанни, с тем, чтобы, в конце концов, окончательно прибрать это царство к рукам.

### Взятие Вашшуканни
Суппилулиума назначил Шаттивасу военачальником своих отрядов и, объединив эти отряды с войском своего сына Пияссили, направил их в Митанни. Так началась IV Митаннийская война. Шуттарна III попросил о помощи у ассирийского царя Ашшур-убаллита I. Последний во главе своей армии двинулся на север, чтобы помочь Шуттарне III. Сам Шуттарна расположил свои войска под городом Ирриде. В происшедшем сражении митаннийцы потерпели поражение. Шаттиваса и Пияссили заключили мир с населением городов Ирриде и Харрана, а затем захватили и столицу Вашшуканни. Шаттиваса был посажен на престол и Суппилулиума заключил с ним союзный договор. Таким образом, было воссоздано новое вассальное царство Митанни, но оно теперь занимало лишь территорию долины реки Хабур и не могло достичь и малой доли того могущества как раньше.

## Смерть
Между тем сын Суппилулиумы, царевич Заннанца, посланный в Египет, был убит по дороге, видимо, египтянами из антихеттской группировки. Это вызвало открытый конфликт между Хеттским царством и Египтом. Хеттские войска под командованием наследника престола Арнуванды вторглись в южную Сирию. Два войска вновь встретились в долине Амка, но решающего сражения не произошло. В хеттском лагере от египетских пленных вспыхнула эпидемия чумы. Зараза была занесена в саму Малую Азию и от неё, по-видимому, и умер Суппилулиума. Эпидемия чумы свирепствовала 20 лет и унесла жизни большей части населения Хеттского царства. Сын Суппилулиумы Мурсили II объясняет эту эпидемию карой богов за то, что Суппилулиума не сдержал договорных обязательств по отношению к Египту.